# 北海道道763号兜沼丰德线
北海道道763号兜沼丰德线（日语：北海道道763号兜沼豊徳線）是一条位于北海道丰富町内的普通道级道路（北海道道）。

## 道路概况
- 起点：北海道天盐郡丰富町兜沼（＝北海道道510号抜海兜沼停车场线交点）
- 終点：北海道天盐郡丰富町丰德（＝北海道道444号稚咲内丰富停车场线交点）
- 总長：18.7千米

## 经过的自治体
- 宗谷综合振兴局
  - 天盐郡丰富町

## 主要连接道路
- 丰富町
  - 北海道道510号抜海兜沼停车场线
  - 北海道道444号稚咲内丰富停车场线

## 历史
- 1972年3月31日 路線勘定。